# Стоян Терзиев (поет)
Вижте пояснителната страница за други личности с името Стоян Терзиев.
Стоян Терзиев е български поет и журналист.

## Биография и творчество
Стоян Терзиев е роден през 1968 г. в Пловдив, България. Завършил е Икономически техникум в Пловдив и Икономически университет – Варна. Има дипломи по икономика и журналистика.
Работи като журналист в Радио Пловдив, в системата на БНР е от 1994 г., като е стартирал кариерата си от Радио Варна.
От 1998 г. до 2008 г. е създател и автор заедно с Владислав Севов на тв-предаването за култура „Колаж“ в телевизия „Евроком-Пловдив“ (по-късно NBT).
През 2007 г. заедно с Владислав Севов печели награда „Пловдив“ в раздел журналистика за предаването „Колаж“.
Стоян Терзиев е автор на 5 стихосбирки. През 1997 г. издава „Бяло хайку, или по няколко думи на три реда“ (самиздат). През 2003 година излиза книгата му „Сънят на Пеперудата“ (изд. Жанет-45). През 2010 г. издава стихосбирката „Устоимо“ (изд. Сиела). През 2016 г. излиза стихосбирката му „Сезонът на водните кончета“ (изд. Фондация „Буквите“). През 2018 г. от печат излиза стихосбирката му антология „По коридорите на моята есенна будност“ (изд. Фондация „Буквите“). През 2024 г. издава приказката фентъзи „Рицарят на Жълтата принцеса“.
През 2004 г. получава почетния знак в националния конкурс за SMS-поезия.
През 2012 г. е отличен с трета награда на националния поетически конкурс „Добромир Тонев“.
През 2021 г. получава награда „Орфей“ за цялостно представяне на едноимения международен поетически фестивал в Пловдив.
Има публикации в „Слово“, „Грозни пеликани“ и „Литернет“.

## Произведения

### Стихосбирки
- „Бяло хайку, или по няколко думи на три реда“ (1997)
- „Сънят на Пеперудата“ (2003)
- „Устоимо“ (2010) – стихосбирка
- „Сезонът на водните кончета“ (2016) – стихосбирка
- „По коридорите на моята есенна будност“ (2018) – антология

### Проза
- „Рицарят на Жълтата принцеса“ (2024) – приказка фентъзи[1]